# Crisis of Faith
Albums de Billy Talent
Afraid of Heights
(2016)
Singles
1. Reckless Paradise
Sortie : 2020
2. I Beg to Differ (This Will Get Better)
Sortie : 2020
3. End of Me
Sortie : 2021

Crisis of Faith est le sixième album studio du groupe canadien Billy Talent, sorti le 21 janvier 2022.
La sortie de l'album est précédée par celle de trois singles : Reckless Paradise, I Beg to Differ (This Will Get Better) ainsi que End of Me, auquel participe Rivers Cuomo.

## Liste des chansons
| Crisis of Faith | Crisis of Faith                        | Crisis of Faith | Crisis of Faith | Crisis of Faith | Crisis of Faith | Crisis of Faith | Crisis of Faith | Crisis of Faith | Crisis of Faith |
| No              | Titre                                  | Durée           |                 |                 |                 |                 |                 |                 |                 |
| --------------- | -------------------------------------- | --------------- | --------------- | --------------- | --------------- | --------------- | --------------- | --------------- | --------------- |
| 1.              | Forgiveness I + II                     | 6:41            |                 |                 |                 |                 |                 |                 |                 |
| 2.              | Reckless Paradise                      | 3:24            |                 |                 |                 |                 |                 |                 |                 |
| 3.              | I Beg to Differ (This Will Get Better) | 3:36            |                 |                 |                 |                 |                 |                 |                 |
| 4.              | The Wolf                               | 3:47            |                 |                 |                 |                 |                 |                 |                 |
| 5.              | Reactor                                | 3:49            |                 |                 |                 |                 |                 |                 |                 |
| 6.              | Judged                                 | 1:39            |                 |                 |                 |                 |                 |                 |                 |
| 7.              | Hanging Out with All the Wrong People  | 3:46            |                 |                 |                 |                 |                 |                 |                 |
| 8.              | End of Me (featuring Rivers Cuomo)     | 3:45            |                 |                 |                 |                 |                 |                 |                 |
| 9.              | One Less Problem                       | 3:03            |                 |                 |                 |                 |                 |                 |                 |
| 10.             | For You                                | 3:12            |                 |                 |                 |                 |                 |                 |                 |
| 36:42           |                                        |                 |                 |                 |                 |                 |                 |                 |                 |

## Crédits
Crédits apparaissant sur l'album.

### Billy Talent
- Ben Kowalewicz : chant
- Ian D'Sa : guitare, chœurs
- Jon Gallant : basse, chœurs
- Jordan Hastings : batterie, percussions

### Musiciens supplémentaires
- Rivers Cuomo : voix additionnelle sur End of Me
- Dennis Passley : saxophone ténor sur Forgiveness I + II
- Ernesto Barahona : trombone sur Forgiveness I + II
- Bruce Mackinnon : saxophone alto sur Forgiveness I + II
- Tom Moffet : trompette sur Forgiveness I + II
- David Campbell : chef d'orchestre sur The Wolf
- Alan Umstead, Catherine Umstead, Mary Kathryn VanOsdale, Janet Darnall, Karen Winkelmann, Bruce Wethey, Kimberly Yokoyama, Carrie Bailey : violon sur The Wolf
- Elizabeth Lamb, Bruce Christensen, Clare Yang : alto  sur The Wolf
- Anthony LaMarchina, Andrew Dunn, Elizabeth Browne, Alex Krew : violoncelle sur The Wolf
- Craig Nelson, Quentin Flowers : contrebasse sur The Wolf

### Personnel de production
- Ian D'Sa : production
- Chris Lord-Alge : mixage
- Rich Costey : mixage sur Forgiveness I + II
- Eric Ratz : ingénieur du son
- Kenny Luong : ingénieur du son
- Ted Jensen : matriçage
- Ryan Quickfall : art et design de l'album
- Antje Schroeder : art et design de l'album